# 리웨이칭
리웨이칭(중국어: 李维清, 병음: Li Weiqing, 한자음: 이유청, 2000년 4월 10일 ~ )은 중화인민공화국의 바둑 기사이다. 후난성 창사시 출신으로 중국기원 소속의 8단이다.

## 경력
5세경부터 바둑을 배우기 시작하여 2013년에 프로바둑에 입단했다. 2014년 19회 LG배 세계기왕전 32강에 올랐고, 2015년 제32회 응씨배 세계 청소년 바둑 선수권 대회에서 7전 전승을 기록했다. 2017년 5월에 5단으로 승단했다. 2018년 1회 SGM배 월드바둑챔피언십 16강에 진출했고, 6단으로 승단했다. 2019년 23회 LG배 세계기왕전 32강에 오른 데 이어 같은해 5월 7단을 거쳐 12월에 8단으로 승단했다. 2020년 8월 글로비스배 결승에서 문민종 2단에게 패하며 준우승한다.